# Cato Thau-Jensen
Cato Thau-Jensen (født 9. februar 1966 i Aarhus) er en dansk illustrator. Han er først og fremmest kendt for vilde, farverige, til tider groteske og let surrealistiske malerier som illustrationer til flere billedbøger for børn, der altid har humoren som deres våben.
Thau-Jensen er uddannet ved Grafisk Skole i Aarhus og illustrationslinjen ved Designskolen i Kolding i 1996. Han debuterede som illustrator i 1995 med illustrationerne til Kim Fupz Aakesons "Og så er det godnat", og har siden modtaget flere litterære priser, blandt andet Kulturministeriets Illustratorpris 2002 .
Formand for Kulturministeriets Illustratorprisudvalg, 2001
I starten af sin karriere samarbejdede Thau-Jensen meget med forfatteren Kim Fupz Aakeson, men har siden da tillige haft andre samarbejdspartnere, lige som at han også har udgivet med sig selv som forfatter og illustrator. Siden år 2000 har han haft en del foredragsaktivitet med sin barndom 1966-1983 i Skovby nær Aarhus som vigtigt omdrejningspunkt.
Den selvbiografiske "Et hjem med gevær" (2007) opsummerer hans forhold til faderen, tandlæge og opfinder Orla Thau-Jensen. I bogen følger vi en Cato fra 4-års alderen frem til konfirmationen, og Cato om at bo sammen med sin bizarre tandlægefar, om ABBA-plakater og morgenstjerner på værelset.
- "Og så er det godnat!", 1995. Børnebog. Skrevet af Kim Fupz Aakeson, illustreret af Cato Thau-Jensen (udg. på tysk med titlen "Wenn kleine Monster schlafen gehen").
- "Prinsessen som altid havde ret", 1994. Skrevet af Kim Fupz Aakeson, illustreret af Cato Thau-Jensen.
- "5 minutter – eller resten af livet". Redaktion ved Lilian Brøgger og Dorte Karrebæk. Illustration af bl.a. Cato Thau-Jensen. 1997.
- "Fabelfabrikken : Tanker om biblioteket for børn og unge i anledning af BØFA's 50 års jubilæum." 1997 Redaktion: Pia Bruhn . Illustreret af Cato Thau-Jensen.
- Møller Jensen, Brian: "Prinsessen kom til at le." Illustrationer af Cato Thau-Jensen. 1997.
- "Kan du sovse en vovse?". 1998, Børnebog med nonsensrim af Ejgil Søholm.
- "Flyvefisk." Redigeret af Kari Sønsthagen. Bl.a. illustreret af Cato Thau-Jensen. 1999.
- "Pigen der krøb", 1999. Tekst: Kim Fupz Aakeson.
- Aakeson, Kim Fupz: "En helt anden historie og andre historier." Illustrationer af Cato Thau-Jensen. 1999.
- "Da havet skyllede ind over byen en nat", 1999, børnebog med tekst af Lotte Inuk.
- "Gerda flues forfærdelige køkken", 2000, Gyldendal, København. 30 sider. Børnebog. ISBN 87-00-47718-4
- ”Drengen der lå i sin seng, mens hans far og damefrisøren så på”, børnebog med tekst af Kim Fupz Aakeson.
- "Fru Filejse", børnebog. Tekst: Helle Melander.
- "Per Nittengryn", børnebog. Tekst: Helle Melander.
- "Den store A-B-Zoo", børnebog.
- Eken, Cecilie: "Vingekatten." Illustrationer af Cato Thau-Jensen. 2000.
- "Lidt har også ret". Børnebog med tekst af Bent Haller.
- "Grimms eventyr", 2001, Sesam, København. ISBN 87-11-13243-4. 126 sider. Børnebog.
- "Den grusomme jæger", 2001, Carlsen, København. 32 sider. ISBN 87-562-8304-0. Skrevet af Kim Fupz Aakeson, illustreret af Cato Thau-Jensen
- "Den frygtelige hånd". Skrevet af Louis Jensen, illustreret af Cato Thau-Jensen
- "Suffløsen og den lille Folmer", 2002, Gyldendal, børnebog.
- "Drengen der ville lave verden om", 2004. L&R Uddannelse, København. 23 sider. ISBN 87-25-00325-9. Teksten er forfattet af Katrine Marie Guldager.
- "Læseraketten 2006", 2006. Ibis, København. 112 sider. ISBN 87-87804-26-3. Redigeret af Annelie Abildgaard og Elisabeth Kiertzner Nielsen.
- "Den store Fupz", 2006, Gyldendal, København. Tekst: Kim Fupz Aakeson. ISBN 87-02-05164-8
- "Læselyst og skrivefryd". 2006. Dansklærerforeningens Forlag, København. Tekst af Cecilie Bogh og Jette Ekberg. Undervisningsmateriale. Thau-Jensen har illustreret bindene 1, 2 og Lærervejledning.
- "Danmark: Møntsæt for børn", 2007, Nationalbanken, København. Garff. ISBN 978-87-7523-564-3
- "Et hjem med gevær", 2007 (Dansklærerforeningens Forlag), København. ISBN 978-87-7996-288-0
- Aakeson, Kim Fupz: "Det satans ukrudt", Gyldendal, 2013. Billedbog med illustrationer af Cato Thau-Jensen.

## Priser
- Søren Gyldendals Studierejselegat 2004
- Kulturministeriets Illustratorpris 2002
- Gyldendals Boglegat for Børnebogsforfattere og -tegnere 1997
- Madame Hollatz Legat 1997